# Medaglia Max Planck
La medaglia Max Planck è un premio istituito nel 1929 e assegnato ogni anno dalla Deutsche Physikalische Gesellschaft (Società tedesca di fisica) per i risultati eccezionali in fisica teorica. In questo campo è considerato il più alto riconoscimento in Germania e consiste in un certificato e una medaglia d'oro con il ritratto di Max Planck.
Nel 1943 non fu possibile fabbricare la medaglia a causa di una bomba che aveva colpito la fonderia di Berlino. Il consiglio di amministrazione della German Physical Society decise allora di fabbricare la medaglia in bronzo e di consegnare solo successivamente quella in oro.
La German Physical Society conferisce un riconoscimento analogo per i risultati ottenuti nel campo della fisica sperimentale. Il premio che viene assegnato è la medaglia Stern-Gerlach.

## Vincitori
- 2024 - Erwin Frey
- 2023 - Rašid Alievič Sjunjaev
- 2022 - Annette Zippelius
- 2021 - Aleksandr Markovič Poljakov
- 2020 - Andrzej Buras
- 2019 - Detlef Lohse
- 2018 - Juan Ignacio Cirac Sasturain
- 2017 - Herbert Spohn
- 2016 - Herbert Wagner
- 2015 - Viatcheslav Mukhanov
- 2014 - David Ruelle
- 2013 - Werner Nahm
- 2012 - Martin Zirnbauer
- 2011 - Giorgio Parisi
- 2010 - Dieter Vollhardt
- 2009 - Robert Graham
- 2008 - Detlev Buchholz
- 2007 - Joel Lebowitz
- 2006 - Wolfgang Götze
- 2005 - Peter Zoller
- 2004 - Klaus Hepp
- 2003 - Martin Gutzwiller
- 2002 - Jürgen Ehlers
- 2001 - Jürg Fröhlich
- 2000 - Martin Lüscher
- 1999 - Pierre Hohenberg
- 1998 - Raymond Stora
- 1997 - Gerald Brown
- 1996 - Ljudvig Dmitrievič Faddeev
- 1995 - Siegfried Großmann
- 1994 - Hans-Jürgen Borchers
- 1993 - Kurt Binder
- 1992 - Elliott H. Lieb
- 1991 - Wolfhart Zimmermann
- 1990 - Hermann Haken
- 1989 - Bruno Zumino
- 1988 - Valentine Bargmann
- 1987 - Julius Wess
- 1986 - Franz Wegner
- 1985 - Yōichirō Nambu
- 1984 - Res Jost
- 1983 - Nicholas Kemmer
- 1982 - Hans-Arwed Weidenmüller
- 1981 - Kurt Symanzik
- 1980 - non assegnato
- 1979 - Markus Fierz
- 1978 - Paul Peter Ewald
- 1977 - Walter Thirring
- 1976 - Ernst Stueckelberg
- 1975 - Gregor Wentzel
- 1974 - Léon van Hove
- 1973 - Nikolaj Bogoljubov
- 1972 - Herbert Fröhlich
- 1971 - non assegnato
- 1970 - Rudolf Haag
- 1969 - Freeman Dyson
- 1968 - Walter Heitler
- 1967 - Harry Lehmann
- 1966 - Gerhard Lüders
- 1965 - non assegnato
- 1964 - Samuel Abraham Goudsmit e George Eugene Uhlenbeck
- 1963 - Rudolf Peierls
- 1962 - Ralph Kronig
- 1961 - Eugene Wigner
- 1960 - Lev Landau
- 1959 - Oskar Klein
- 1958 - Wolfgang Pauli
- 1957 - Carl Friedrich von Weizsäcker
- 1956 - Victor Weisskopf
- 1955 - Hans Bethe
- 1954 - Enrico Fermi
- 1953 - Walther Bothe
- 1952 - Paul Dirac
- 1951 - James Franck e Gustav Hertz
- 1950 - Peter Debye
- 1949 - Otto Hahn e Lise Meitner
- 1948 - Max Born
- 1945 – 1947 - non assegnato
- 1944 - Walther Kossel
- 1943 - Friedrich Hund
- 1942 - Pascual Jordan
- 1939 – 1941 - non assegnato
- 1938 - Louis de Broglie
- 1937 - Erwin Schrödinger
- 1934 – 1936 - non assegnato
- 1933 - Werner Karl Heisenberg
- 1932 - Max von Laue
- 1931 - Arnold Sommerfeld
- 1930 - Niels Bohr
- 1929 - Max Planck e Albert Einstein